# Hyttsjön (Säfsnäs socken, Dalarna, 667249-143358)
Hyttsjön är en sjö vid byn Ulriksberg i Ludvika kommun i Dalarna som ingår i Norrströms huvudavrinningsområde. Sjön har en area på 0,507 kvadratkilometer och ligger 316,3 meter över havet. Sjön avvattnas av vattendraget Kolbäcksån. Vid provfiske har abborre och öring fångats i sjön.
Hyttsjöns vattenkraft nyttjades under 1700- och 1800-talen att driva masugn, hytta, smedjor och sågverk i Ulriksberg. Idag hämtar VB Energi (genom VB Kraft) vattenkraft till Vännebo kraftstation från Hyttsjön.

## Bilder

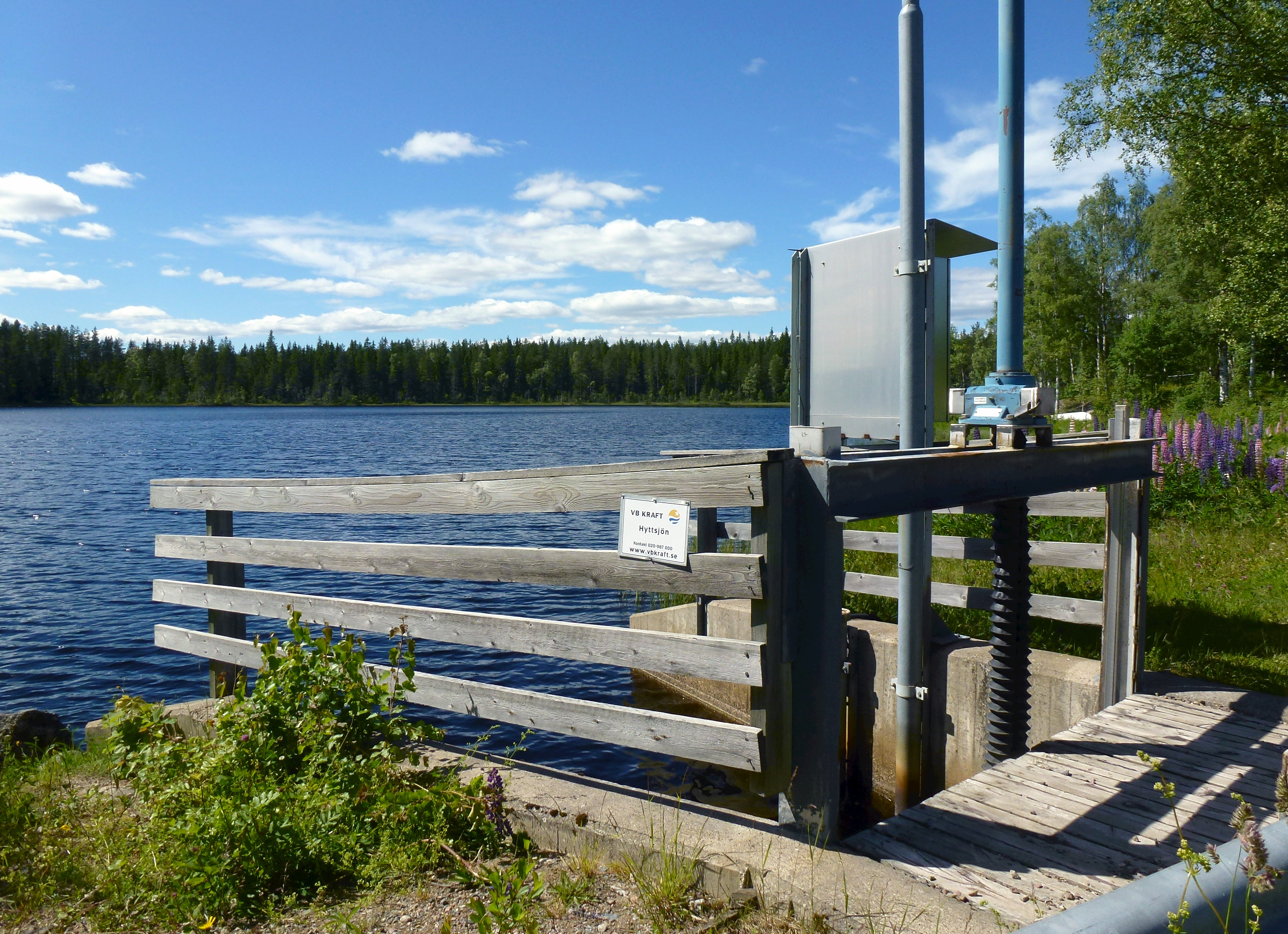
VB Krafts dammlucka i Hyttsjön, 2014.

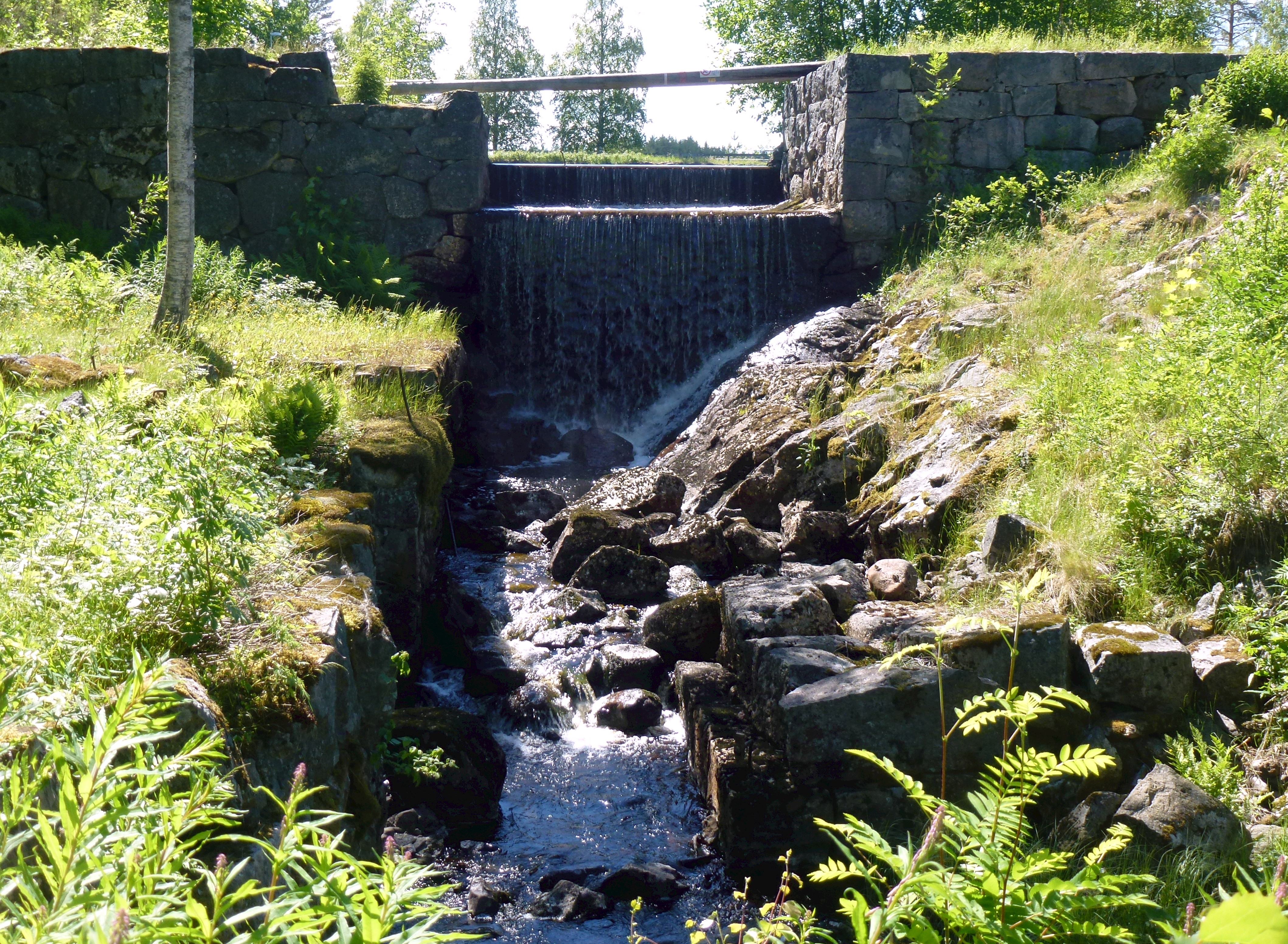
Ruinen efter sågen i Ulriksberg, 2014.

## Delavrinningsområde
Hyttsjön ingår i delavrinningsområde (667539-143415) som SMHI kallar för Ovan Låsån. Medelhöjden är 360 meter över havet och ytan är 34,6 kvadratkilometer. Det finns inga avrinningsområden uppströms utan avrinningsområdet är högsta punkten. Kolbäcksån som avvattnar avrinningsområdet har biflödesordning 3, vilket innebär att vattnet flödar genom totalt 3 vattendrag innan det når havet efter 306 kilometer. Avrinningsområdet består mestadels av skog (75 procent) och sankmarker (11 procent). Avrinningsområdet har 1,93 kvadratkilometer vattenytor vilket ger det en sjöprocent på 5,6 procent.